# Igor Chmela

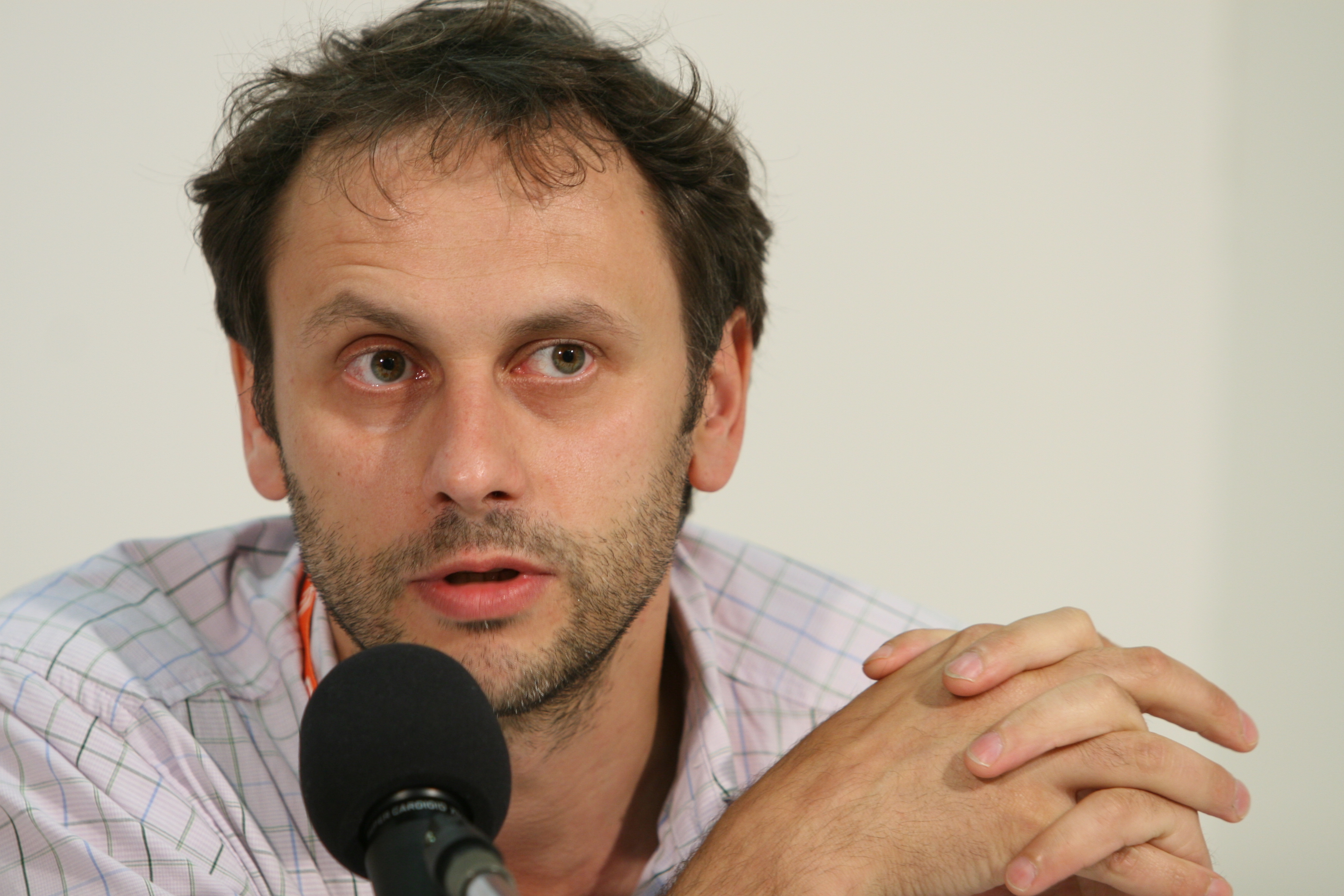
Igor Chmela (2008)

Igor Chmela (* 2. Januar 1971 in Ostrava, Tschechoslowakei) ist ein tschechischer Schauspieler.

## Leben
Nach seinem Schulabschluss machte Igor Chmela von 1985 bis 1989 in Letohrad eine Ausbildung zum Eisenbahntechniker. Nach zwei Jahren Militärdienst begann er 1992 ein Schauspielstudium an der Theaterfakultät der Akademie der Musischen Künste in Prag (DAMU), dass er 1996 erfolgreich beenden konnte. Anschließend fand er sofort Arbeit am Národní divadlo, wo er bis 1999 blieb. Von 1999 bis 2011 war er am Dejvické divadlo beschäftigt und von 2002 bis 2013 spielte er regelmäßig Theaterstücke am Divadlo Na zábradlí.
Als Schauspieler für Film- und Fernsehproduktionen ist Chmela seit 2004 regelmäßig zu sehen. So war er im deutschsprachigen Raum insbesondere in den drei 2008 veröffentlichten Filmen Der Rote Baron, Die Karamazows und Die Kinder der Nacht zu sehen. Für seine Darstellung in Roberta Sedláčkas Komödie Největší z Čechů wurde Chmela 2010 mit einer Nominierung für den tschechischen Filmpreis Český lev als Bester Nebendarsteller bedacht.
Chmela ist mit der Schauspielerin Jana Janěková verheiratet. Das Paar hat drei gemeinsame Kinder.

## Filmografie (Auswahl)
- 2006: Grandhotel
- 2008: Der Rote Baron (The Red Baron)
- 2008: Die Karamazows (Karamazovi)
- 2008: Die Kinder der Nacht (Děti noci)
- 2010: Největší z Čechů
- seit 2013: Cesty domu (Fernsehserie)